# بازی ۶
بازی ۶ (انگلیسی: Game 6) فیلمی به کارگردانی مایکل هافمن، محصول ۲۰۰۵ آمریکا با بازی مایکل کیتون است که نخستین‌بار در ژانویه ۲۰۰۵ در جشنواره فیلم ساندنس به نمایش درآمد و در ۲۰۰۶ در ایالات متحده آمریکا منتشر شد.

## بازیگران
- مایکل کیتون در نقش نیکی روگان
- رابرت داونی جونیور در نقش استیون شویمر
- آری گرینر در نقش لورل روگان
- بی‌بی نیوورتس در نقش جوانا بورن
- گریفین دان در نقش الیوت لیتاکو
- شالوم هارلو در نقش پیزلی پورتر
- نادیا داجانی در نقش رنه سایمونز
- هریس یولین در نقش پیتر ردموند
- کورنبرگ ریس در نقش جک هاسکینس
- تام آلدریج در نقش مایکل روگان
- لیلیاس وایت در نقش تویوتا مسیبی
- امیر علی سعید در نقش متی
- کاترین اوهارا در نقش لیلیان روگان
- راک کوهلی در نقش راماسوامی چودری
- جان تورمی در نقش جورج، جورجی، جورجیو
- هری بوگین در نقش داگگی